# Иван Иванов (тенисист)
Иван Иванов е български тенисист. През 2025 година печели юношеската титла на турнира от Големия шлем – Уилмбълдън и по този начин става вторият българин постигнал това след Григор Димитров през 2008 година.
Има спечелени четири титли на сингъл и четири на двойки от турнирите в младежката Международна тенис федерация. На 14 юли 2025 година се изкачва и до номер 1 в класацията на ITF при младежите.
През 2024 година прави дебюта си в младежки турнир от Големия шлем на Аустрелиън Оупън където отпада в първия кръг. На Ролан Гарос през същата година отпада на полуфиналите от Макс Шьонхаус и не успява да стигне финала.
Прави професионалния си дебют през 2023 година на турнир в Манакор. По-късно през същата година получава уайлдкард за Rafa Nadal Open където губи в първия кръг от Аугуст Холмгрен.

## ITF финали

### Индивидуално: 2 (1 титла, 1 второ място)
| Легенда         |
| --------------- |
| ITF WTT (1 – 1) |

| Финали по настилка      |
| ----------------------- |
| твърда настилка (0 – 0) |
| клей (1 – 1)            |

| Резултат | П–З   | Дата        | Турнир                 | Ниво | Настилка | Съперник        | Резултат            |
| -------- | ----- | ----------- | ---------------------- | ---- | -------- | --------------- | ------------------- |
| Загуба   | 0 – 1 | Август 2024 | M15 София, България    | WTT  | Clay     | Франко Риберо   | 7 – 5, 4 – 6, 2 – 6 |
| Победа   | 1 – 1 | Май 2025    | M15 Сентендре, Унгария | WTT  | Clay     | Гергели Мадараж | 7 – 5, 6 – 4        |

## Финали Голям шлем (юноши)

### Индивидуално: 1 (титла)
| Резултат | Година | Турнир     | Настилка | Съперник    | Резултат     |
| -------- | ------ | ---------- | -------- | ----------- | ------------ |
| Победа   | 2025   | Уилмбълдън | трева    | Ронит Карки | 6 – 2, 6 – 3 |